# Volpeglino
Volpeglino – miejscowość i gmina we Włoszech, w regionie Piemont, w prowincji Alessandria.
Według danych na styczeń 2010 gminę zamieszkiwały 173 osoby przy gęstości zaludnienia 53,7 os./1 km².